# Diritti LGBT in Niger

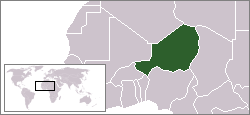

Le persone LGBT non sono perseguite ai sensi di legge nel paese ma non godono di alcun diritto, ne per la discriminazione ne per la tutela delle coppie omosessuali.

## Leggi sull'omosessualità
L'omosessualità è legale in Niger, ma l'età del consenso è diversa per l'attività sessuale intrapresa tra persone eterosessuali.

## Riconoscimento delle relazioni tra persone dello stesso sesso
Il Niger non riconosce legalmente le unioni omosessuali.

## Protezioni contro la discriminazione
Non esiste alcuna protezione legale contro la discriminazione basata sull'orientamento sessuale.

## Condizioni di vita
Il Rapporto sui diritti umani del Dipartimento di Stato degli Stati Uniti del 2010 ha rilevato che "non c'erano organizzazioni note di persone lesbiche, gay, bisessuali o transgender e non vi erano segnalazioni di violenza basate sull'orientamento sessuale o identità di genere".

## Tabella riassuntiva
| Attività e relazioni sessuali legali                         | (da sempre legale) (criminalizzazione pendente) |
| Parità dell'età di consenso                                  | No                                              |
| Leggi anti-discriminazione sul lavoro                        | No                                              |
| Leggi anti-discriminazione nella fornitura di beni e servizi | No                                              |
| Leggi anti-discriminazione in tutti gli altri settori        | No                                              |
| Matrimonio egualitario                                       | No                                              |
| Unione civile                                                | No                                              |
| Adozione                                                     | No                                              |
| Autorizzazione a prestare servizio nelle forze armate        |                                                 |
| Diritto di cambiare legalmente sesso                         |                                                 |
| Accesso alla fecondazione in vitro per le coppie lesbiche    | No                                              |
| Surrogazione di maternità                                    | No                                              |
| Permessa la donazione di sangue per le persone omosessuali   | No                                              |